# Medina Center Saïdia
Le Medina Center Saïdia ou Medina Mall est un centre commercial situé à Saïdia sur la nouvelle Marina. A ciel ouvert, s'inspirant de Ibn Batutta Mall de Dubai, Le Medina Center adopte l'architecture traditionnelle Marocaine.

## Historique
Il a ouvert ses portes en juin 2009. Il est considéré à l'époque comme le plus grand centre commercial d'Afrique du nord,.
En 2023, une étude de valorisation prévoit de rafraichir le centre commercial qui se trouve au cœur de la station balnéaire Saïdia Resort afin de stimuler la croissance et attirer de nouveaux commerçants.

## Enseignes
Avec plus de 200 enseignes, restaurants et services, le Medina Center Saïdia est le plus grand centre commercial de l'Afrique du Nord[réf. nécessaire].
Le centre commercial comporte un hypermarché Marjane, des boutiques spécialisées de 3000 m² telles que Mobilia et d'autres boutiques (entre 300 et 600 m²) rassemblant plusieurs enseignes internationales de luxe  Lacoste, ou encore un complexe cinématographique, une zone de restaurants et de loisirs face au port de plaisance dont Marina Club, Marina Grill, Cafe del Mar, Buddha Bar, Marina Bar. Le tout étalé sur 43.500 m².
Il y aura aussi quelques prestataires de services tels que "Société Générale Bank", "Avis Car Hire", "Fitness Centre"